# Chorizopora ferocissima
Chorizopora ferocissima is een mosdiertjessoort uit de familie van de Chorizoporidae. De wetenschappelijke naam van de soort is voor het eerst geldig gepubliceerd in 1984 door Gordon.